# ایراکلی آلاسانیا
ایراکلی آلاسانیا (به گرجی: ირაკლი ალასანია)؛ (زاده ۲۱ دسامبر ۱۹۷۳) یک سیاستمدار و دیپلمات سابق اهل گرجستان است که از سال ۲۰۱۲ تا ۲۰۱۴ به عنوان وزیر دفاع گرجستان خدمت کرد. وی از ۱۱ سپتامبر ۲۰۰۶ تا ۴ دسامبر ۲۰۰۸ نماینده دائم گرجستان در سازمان ملل بود.